# امي (مغنية)
امي هي مغنية فيتنامية ولدت في 23 مارس 2000.

## روابط خارجية
امي على موقع IMDb (الإنجليزية)
- امي على موقع ميوزك برينز (الإنجليزية)
- امي على موقع ديسكوغز (الإنجليزية)